# آنا فوكس
آنا فوكس (بالإنجليزية: Anna Fox)‏ هي مصورة بريطانية، ولدت في 9 سبتمبر 1961.

## وصلات خارجية
- الموقع الرسمي
- آنا فوكس على موقع ميوزك برينز (الإنجليزية)
- آنا فوكس على موقع ديسكوغز (الإنجليزية)